# Desconto comercial simples
Desconto comercial simples, ou desconto por fora, é o desconto aplicado sobre o valor nominal, ou futuro, do título. O desconto é prática comumente exercida pelas instituições financeiras e no comércio em geral. O desconto comercial é uma convenção secularmente aceita e amplamente utilizada nas operações comerciais e bancárias de curto prazo, merecendo, por isso, toda atenção especial, pois por essa convenção altera-se o conceito básico e verdadeiro da formação e da acumulação de juros, implicando, consequentemente, na determinação de taxas efetivas (custo financeiro efetivo).
O Desconto Comercial Simples tem como base o Juro Simples, então, sendo todas as operações baseadas nele.
Exemplo ilustrativo
Um comerciante vende certa mercadoria, na data atual, com prazo de pagamento ao cliente de 2 meses {\displaystyle (n)} e valor nominal de $1.000,00 {\displaystyle (VF)}. Portanto, o título é uma promessa de pagamento futuro, e nominal é o valor escrito nele, ao qual se fosse emitido para pagamento à vista teria um valor presente {\displaystyle (VP)} menor que o valor futuro/nominal.
Esse comerciante na mesma data de emissão do título, a fim de antecipar seu capital de giro, pretende descontá-lo em um banco, que o fará a uma taxa de 5% ao mês {\displaystyle (i)}.
| {\displaystyle Dc} | Desconto realizado sobre o título |
| {\displaystyle VP} | Valor Presente (Atual)            |
| {\displaystyle VF} | Valor Nominal (Futuro)            |
| {\displaystyle i}  | Taxa de desconto                  |
| {\displaystyle n}  | Número de períodos do desconto    |

O Desconto é o valor da diferença entre o Valor Futuro/Nominal do título {\displaystyle (VF)} em relação ao valor dele na data atual {\displaystyle (VP)}, dado pela fórmula:
{\displaystyle Dc=VF-VP} ou {\displaystyle Dc=VF*i*n}
A partir do exemplo o Desconto Comercial é igual a: {\displaystyle Dc=1.000,00*0,05*2=100,00}

O valor presente {\displaystyle (VP)} é dado pelo valor futuro/nominal {\displaystyle (VF)} subraído o desconto {\displaystyle (Dc)}.
Usando o exemplo: {\displaystyle VP=VF-Dc}, onde, {\displaystyle VP=1.000,00-100,00=900,00}